# Episodi di What If...? (prima stagione)
La prima stagione della serie televisiva What If...?, composta da nove episodi, è stata pubblicata sul servizio di streaming on demand Disney+, dall'11 agosto al 6 ottobre 2021 in tutti i paesi in cui il servizio è disponibile.
| nº | Titolo originale                                               | Titolo italiano                                                 | Pubblicazione     |
| -- | -------------------------------------------------------------- | --------------------------------------------------------------- | ----------------- |
| 1  | What If... Captain Carter Were the First Avenger?              | E se... il Capitano Carter fosse il primo Vendicatore?          | 11 agosto 2021    |
| 2  | What If... T'Challa Became a Star-Lord?                        | E se... T'Challa fosse diventato Star-Lord?                     | 18 agosto 2021    |
| 3  | What If... the World Lost Its Mightiest Heroes?                | E se... il mondo avesse perso i suoi eroi più potenti?          | 25 agosto 2021    |
| 4  | What If... Doctor Strange Lost His Heart Instead of His Hands? | E se... Dottor Strange avesse perso il cuore invece delle mani? | 1º settembre 2021 |
| 5  | What If... Zombies?!                                           | E se... gli zombie invadessero la Terra?!                       | 8 settembre 2021  |
| 6  | What If... Killmonger Rescued Tony Stark?                      | E se... Killmonger avesse salvato Tony Stark?                   | 15 settembre 2021 |
| 7  | What If... Thor Were an Only Child?                            | E se... Thor fosse stato figlio unico?                          | 22 settembre 2021 |
| 8  | What If... Ultron Won?                                         | E se... Ultron avesse vinto?                                    | 29 settembre 2021 |
| 9  | What If... the Watcher Broke His Oath?                         | E se... l'Osservatore avesse infranto il proprio giuramento?    | 6 ottobre 2021    |

## E se... il Capitano Carter fosse il primo Vendicatore?
- Titolo originale: What If... Captain Carter Were the First Avenger?
- Titolo alternativo: E se... Captain Carter fosse stata il primo Vendicatore?
- Diretto da: Bryan Andrews
- Scritto da: A.C. Bradley

### Trama
Nel pieno della seconda guerra mondiale, Steve Rogers viene selezionato per essere sottoposto all'esperimento del super-soldato. Peggy Carter sceglie di rimanere nella stanza invece di spostarsi al piano di sopra e ciò cambia la storia; un attentato da parte dell'Hydra provoca l'uccisione dello scienziato Abraham Erskine e il ferimento di Steve. Poiché l'esperimento ormai ha avuto inizio, Peggy decide di andare contro gli ordini del suo superiore ed entra nel macchinario, sottoponendosi lei stessa al siero del super-soldato. Il governo ritiene il risultato un fallimento ma Peggy, su incoraggiamento di Howard Stark e Steve, decide di vestire i panni di Captain Carter e iniziare a combattere i nazisti. In breve tempo ottiene un grande successo nelle missioni, riuscendo tra l'altro a salvare il reggimento di Bucky Barnes, ma soprattutto, avendo lei iniziato ad agire prima di quanto avrebbe fatto Steve, non essendo obbligata a diventare uno strumento di propaganda, ad intercettare il convoglio nazista che aveva appena rubato il Tesseract. Viene affiancata, quindi, da Steve, il quale ha modo di partecipare all'azione indossando l'Hydra Stomper, una particolare armatura, progettata da Stark, che usa il potere del cubo come fonte energetica. Carter e Rogers, nelle missioni, sviluppano sentimenti amorosi l'uno per l'altra, ma in una successiva missione, la squadra cade in un'imboscata e lui, apparentemente, muore. La squadra apprende che Teschio Rosso intende sottomettere il mondo, usando il Tesseract contenuto nell'Hydra Stomper per evocare un mostro tentacolare interdimensionale, quindi si precipita alla sua base per fermarlo. Salvano uno Steve ferito, ma vivo e vegeto, ma purtroppo, non fanno in tempo ad impedire che il portale sia aperto. Il criminale viene ucciso, in quanto il mostro è fuori controllo, quindi Peggy si sacrifica per trascinare il mostro nuovamente nel portale, dopo aver detto addio a Steve. Settant'anni dopo, Peggy esce da un portale aperto con il Tesseract e si trova al cospetto di Nick Fury e Clint Barton.

## E se... T'Challa fosse diventato Star-Lord?
- Titiolo originale: What If... T'Challa Became a Star-Lord?
- Diretto da: Bryan Andrews
- Scritto da: Matthew Chauncey

### Trama
In un 1988 alternativo, i Ravagers rapiscono sulla Terra il piccolo T'Challa al posto di Peter Quill. Notando lo spirito avventuroso del bambino, il loro capo, Yondu Udonta, decide di portarlo insieme alla squadra. Anni dopo, T'Challa è diventato celebre come il fuorilegge Star-Lord; lui e i Ravagers si occupano di salvare numerose popolazioni e tra i membri della squadra si è aggiunto Thanos, il quale è stato convinto da Star-Lord a rinunciare al genocidio per salvare l'universo in maniera pacifica. Dopo aver recuperato l'Orb, T'Challa viene avvicinato da Nebula che gli offre la possibilità di ottenere una pianta magica in grado di sostenere interi pianeti. Essa è conservata dal Collezionista, diventato il criminale più temuto della galassia con al suo servizio l'Ordine Nero. La squadra idea un piano per entrare nel suo covo, ma viene catturata e T'Challa scopre che Yondu gli ha mentito in quanto la sua casa non è stata distrutta e suo padre lo sta ancora cercando. La cattura si rivela essere un trucco di T'Challa e Nebula, così il gruppo fugge dal pianeta dopo aver recuperato la pianta, mentre il Collezionista è lasciato in balia della sua assistente Carina che, per vendicare gli abusi subiti, libera i prigionieri del criminale affinché lo assalgano. Yondu si scusa con T'Challa per avergli mentito e il fuorilegge decide di tornare in Wakanda, dove si ricongiunge con la sua famiglia e presenta loro i Ravagers. Nel frattempo, Peter Quill (diventato un addetto alle pulizie di un ristorante) viene avvicinato da Ego il pianeta vivente; l'Osservatore rivela che ciò provocherà in futuro la distruzione del mondo.

## E se... il mondo avesse perso i suoi eroi più potenti?
- Titolo originale: What If... the World Lost Its Mightiest Heroes?
- Diretto da: Bryan Andrews
- Scritto da: A. C. Bradley e Matthew Chauncey

### Trama
L'episodio si svolge nell'arco di una settimana del 2011: Nick Fury si mobilita per arruolare una serie di eroi promettenti per il suo iniziativa Avengers; insieme a Natasha Romanoff raggiunge Tony Stark, ma l'inventore muore improvvisamente dopo che Romanoff gli ha iniettato un siero che avrebbe dovuto rallentare il suo avvelenamento da palladio. Natasha viene arrestata dallo S.H.I.E.L.D. con l'accusa di omicidio e Fury le permette di fuggire. Successivamente, lo S.H.I.E.L.D. si occupa di studiare Mjolnir comparso in Nuovo Messico. Di notte Thor si introduce nella base per recuperarlo, venendo ucciso da una freccia apparentemente scoccata da Clint Barton, il quale muore poco dopo mentre si trova agli arresti. Sulla Terra giunge Loki a capo dell'esercito di Asgard con l'intenzione di conquistare il pianeta per vendicare l'omicidio di Thor, ma Fury lo convince a dargli una notte per trovare il responsabile dell'uccisione del fratello. Nel frattempo, Natasha raggiunge Betty Ross per ottenere informazioni sulle cause della morte di Stark e scopre che sta nascondendo Bruce Banner alle autorità. Arrivano sul posto il generale Ross e la sua squadra per catturare Banner e quest'ultimo si trasforma in Hulk, ma nel combattimento muore misteriosamente. Natasha fa alcune ricerche e capisce chi c'è dietro gli omicidi, venendo uccisa dopo essere riuscita a telefonare a Fury per avvertirlo. Successivamente, Nick ha un confronto al cimitero con il killer: si tratta di Hank Pym, che ha vestito i panni del Calabrone e sterminato i potenziali membri degli Avengers per vendicarsi di Fury, dato che sua figlia Hope è morta durante una missione dello S.H.I.E.L.D. Fury riesce a catturare Pym con l'aiuto di Loki e il dio degli inganni sceglie di governare la Terra con un discorso all'ONU. Fury decide di mandare avanti il progetto Avengers partendo con Steve Rogers e Carol Danvers.

## E se... Dottor Strange avesse perso il cuore invece delle mani?
- Titolo originale: What If... Doctor Strange Lost His Heart Instead of His Hands?
- Diretto da: Bryan Andrews
- Scritto da: A. C. Bradley e Matthew Chauncey

### Trama
In un universo alternativo, Stephen Strange ha l'incidente in auto con a bordo la sua fidanzata Christine Palmer; lui ne esce indenne, mentre la donna resta uccisa. Distrutto dal dolore, Strange si rifugia nelle arti mistiche e diventa il nuovo Stregone Supremo dopo aver sconfitto Dormammu e i suoi zeloti ma continua a essere tormentato dal ricordo di Christine. Due anni dopo, decide di andare contro le leggi del tempo e usa l'Occhio di Agamotto per tornare al momento dell'incidente e impedire che l'amata muoia, tuttavia, nonostante numerosi tentativi, la donna continua a essere uccisa in una serie di circostanze. L'Antico si presenta per avvertirlo che la morte di Christine è un "Punto Assoluto" nel tempo e pertanto non può essere modificato, così Strange decide di creare un paradosso pur di farla rivivere: comincia quindi ad assorbire il potere di numerose creature multiversali per diventare abbastanza forte, nonostante le sue azioni mettano a rischio l'universo stesso e lo trasformino lentamente in un mostro. L'Antico attinge al potere della Dimensione Oscura per eseguire un incantesimo e fare in modo che la linea temporale di Supreme Strange coesista con una in cui Stephen ha accettato la morte di Christine, affinché quest'ultimo fermi la versione malvagia di sé stesso. Supreme Strange cerca di convincere la sua controparte a unirsi a lui e, ricevendo un rifiuto, lo combatte fino a sconfiggerlo per poi assorbirlo. Ormai al massimo della potenza, Strange riporta in vita Christine, ma la donna inizia a dissolversi con il resto dell'universo, poiché il paradosso di Strange ha causato una lacerazione del tessuto cosmico. Resosi conto del suo errore, un pentito Strange si rivolge direttamente all'Osservatore invocando il suo aiuto, ma l'alieno si rifiuta di intervenire. Al termine della cancellazione dell'universo, Christine si dissolve nuovamente e Strange rimane l'unico sopravvissuto condannato a soffrire per sempre nell'oblio.

## E se... gli zombie invadessero la Terra?!
- Titolo originale: What If... Zombies?!
- Titolo alternativo: E se... zombie?!
- Diretto da: Bryan Andrews
- Scritto da: A. C. Bradley

### Trama
Dopo essere scampato all'attacco allo Statesman, Bruce Banner viene inviato sulla Terra tramite il Bifrost per avvertire dell'imminente arrivo di Thanos. Una volta atterrato, scopre però che gran parte della popolazione è diventata zombi: nel tentativo di salvare la moglie Janet van Dyne dal regno quantico, Hank Pym scoprì troppo tardi che era stata infettata da una misteriosa malattia che muta le persone in non morti; gli Avengers tentarono di fermarli, ma a breve vennero a loro volta contagiati portando alla disfatta del pianeta. Bruce viene salvato dall'intervento di pochi sopravvissuti tra cui Peter Parker, Hope van Dyne, Bucky Barnes e Okoye, quest'ultima in cerca di T'Challa. La squadra capta un segnale di un altro gruppo di superstiti che sostiene di aver trovato una cura nel New Jersey; dopo molte difficoltà riescono ad arrivarci, sebbene Hope resti ferita e, prossima al contagio, si sacrifica per permettere ai compagni di compiere la missione. Sul posto i sopravvissuti scoprono Visione, il quale mantiene l'area libera dagli zombi grazie all'influenza della Gemma della Mente; l'androide è riuscito a curare Scott Lang, facendogli rivivere solo la testa decapitata e ciò dimostra che sia possibile curare i contagiati. T'Challa viene trovato mutilato ma vivo e in quel momento si rendono conto che la struttura è una trappola architettata da Visione per attirare umani con cui sfamare la sua amata Wanda Maximoff, infettata e troppo potente per essere curata. I sopravvissuti decidono di andare nel Wakanda per cercare di trasmettere un segnale in tutto il mondo che ponga fine al contagio e Visione, tormentato dai sensi di colpa, si uccide strappandosi la Gemma della Mente per consegnarla al gruppo. I tre superstiti restanti, Peter, T'Challa e Scott, si dirigono in volo verso l'Africa; non sanno che ad attenderli c'è Thanos infettato, con indosso il Guanto dell'infinito quasi completo.

## E se... Killmonger avesse salvato Tony Stark?
- Titolo originale: What If... Killmonger Rescued Tony Stark?
- Diretto da: Bryan Andrews
- Scritto da: Matthew Chauncey

### Trama
In un 2008 di un universo alternativo, Tony Stark viene salvato dall'attacco dei Dieci Anelli in Afghanistan dal soldato Erik Stevens detto "Killmonger" e, perciò, non diventa mai Iron Man. Tornato in patria, Stark stringe una forte amicizia con Stevens, che smaschera pubblicamente le attività criminali di Obadiah Stane facendolo arrestare, sebbene Pepper Potts e Happy Hogan nutrano dei sospetti. Killmonger suggerisce a Tony di costruire degli speciali droni che possano combattere nelle guerre al posto degli esseri umani e propone di utilizzare il vibranio per fabbricarli. Al fine di ottenere il materiale, James Rhodes viene mandato ad acquistarne dal criminale Ulysses Klaue; durante l'accordo si presenta T'Challa nei panni di Black Panther, venuto a recuperare il vibranio rubato in Wakanda, ma in quel momento arriva Stevens che uccide lui e Rhodes, facendo ricadere la colpa su quest'ultimo. Successivamente, Stark affronta Killmonger avendo capito che c'è lui dietro la morte di Rhodes e cerca di usare uno dei droni contro di lui, ma il soldato riesce a sconfiggerlo e uccide Stark affinché vengano incolpati i wakandiani. Thaddeus Ross, a capo del governo, intende muovere guerra contro il Wakanda usando i droni di Stark come rappresaglia per la morte del miliardario; Stevens uccide a tradimento Klaue e lo consegna a re T'Chaka e alla regina Ramonda per guadagnarsi la loro fiducia; dopo essere stato accolto nella famiglia, manipola le circostanze per guidare i wakandiani alla vittoria. Stevens viene eletto nuovo Black Panther e, durante l'esperienza extracorporea, incontra lo spirito di T'Challa che lo avverte che non riuscirà a mantenere il potere che ha ottenuto con l'inganno. Mentre il governo si mobilita per distruggere il Wakanda, Shuri visita Potts rivelandole che Killmonger ha ucciso Stark e le propone di collaborare per fermarlo.

## E se... Thor fosse stato figlio unico?
- Titolo originale: What If... Thor Were an Only Child?
- Diretto da: Bryan Andrews
- Scritto da: A.C. Bradley

### Trama
In un universo alternativo, Odino restituisce il neonato Loki alla sua famiglia invece di prenderlo con sé; pertanto, Thor cresce come figlio unico. Nel 2011, Odino cade nel suo sonno profondo e, mentre Frigga si allontana da Asgard, Thor decide di andare contro le sue imposizioni e di dare un party intergalattico sulla Terra così da non essere visto da Heimdall; la festa ha un immediato successo e ci partecipano persone da tutto l'universo, tra cui Nebula, Drax, Rocket, il Gran Maestro e Loki (in questo universo principe di Jotunheim in ottimi rapporti con Thor). L'astrofisica Jane Foster e la sua assistente Darcy cercano di indagare in quanto preoccupate dalla crescente distruzione causata, ma si lasciano prendere dalla frenesia della festa e Jane comincia a stringere un legame con Thor; tuttavia lo S.H.I.E.L.D., guidato da Maria Hill, ritiene Thor una minaccia per la sicurezza della Terra e chiama Captain Marvel affinché lo fermi; dopo un lungo scontro in cui Thor prevale, viene quindi presa la decisione di uccidere il dio del tuono. Preoccupata, Jane riesce a contattare Heimdall e avverte Frigga di quanto sta succedendo, così Thor è costretto a sistemare tutti i problemi causati sul pianeta per evitare che la madre lo scopra e punisca. Successivamente si ricongiunge con Jane scusandosi per il suo comportamento e riuscendo a ottenere un appuntamento con lei. In quel momento, sorprendendo anche l'Osservatore, si palesa un pericoloso esercito di androidi guidati da Infinity Ultron (fuso con Visione) in possesso delle Gemme dell'infinito.

## E se... Ultron avesse vinto?
- Titolo originale: What If... Ultron Won?
- Diretto da: Bryan Andrews
- Scritto da: Matthew Chauncey

### Trama
In un universo alternativo, Ultron carica con successo la propria coscienza in un corpo fatto di vibranio potenziato con la Gemma della Mente. Con il suo nuovo potere, l'androide uccide Thor, Bruce Banner, Steve Rogers e Tony Stark prima di scatenare l'intero arsenale di armi nucleari sul pianeta. Quando Thanos arriva sulla Terra con le altre cinque Gemme dell'infinito, Ultron lo uccide e si impossessa delle Gemme; dopo aver creato un nuovo esercito di androidi, inizia a sterminare la vita in ogni angolo dell'universo, distruggendo tra i tanti anche Asgard, Sovereign, Sakaar, Ego il pianeta vivente e Xandar, uccidendo nel mentre i Guardiani della Galassia e Carol Danvers quando tentano di fermarlo. Gli unici superstiti sono Natasha Romanoff e Clint Barton, i quali rimangono l'ultima speranza per l'universo; decidono di avvalersi di un'altra intelligenza artificiale, quella di Arnim Zola, per fermare Ultron; mentre scappano dagli androidi di Ultron, Barton, ormai stanco di combattere, si sacrifica per permettere a Natasha di fuggire con Zola. Quest'ultimo non riesce a disattivare Ultron perché non si trova più nel loro universo.
Nel frattempo Ultron, rimasto senza uno scopo, manifesta una consapevolezza crescente dell'esistenza del multiverso, inquietando l'Osservatore, finché l'androide non percepisce la sua presenza e riesce ad uscire dal proprio universo attaccando l'alieno. I due hanno un violento scontro per il multiverso, finché l'Osservatore non è costretto a ritirarsi prima di essere ucciso e Ultron proclama la sua intenzione di estendere la sua campagna di distruzione anche negli altri universi.
L'Osservatore, sconfitto, si ritrova nell'oblio spazio-temporale in cui è rinchiuso Supreme Strange. Su incoraggiamento di Stephen, l'alieno capisce che la minaccia di Ultron mette in pericolo l'intero multiverso e decide di violare il suo giuramento di non intervenire mai negli eventi per fermarlo, chiedendo e ottenendo la collaborazione dello stregone.

## E se... l'Osservatore avesse infranto il proprio giuramento?
- Titolo originale: What If... the Watcher Broke His Oath?
- Diretto da: Bryan Andrews
- Scritto da: A.C. Bradley

### Trama
L'Osservatore recluta una serie di eroi per fermare Infinity Ultron: Captain Carter, T'Challa "Star-Lord", Party Thor, Re Killmonger e una variante di Gamora che nel suo universo ha ucciso Thanos e fatto squadra con Tony Stark. Supreme Strange spiega loro che devono sottrarre le Gemme dell'infinito a Ultron per impedirgli di distruggere il multiverso; nella prima fase del piano riescono a rubare all'androide la Gemma dell'Anima, per poi ritrovarsi nell'universo natio di Ultron, dove alla squadra si unisce Natasha Romanoff. Ultron sta per prevalere ma Romanoff e Carter usano Arnim Zola per infettare il corpo robotico di Ultron affinché disattivi l'Intelligenza Artificiale. Killmonger tradisce i compagni prendendo le Gemme per sé con l'intento di usarle a suo favore, ma finisce per scontrarsi con Zola, ora nel corpo di Ultron, il quale vuole a sua volta usufruire del potere delle Gemme. Tutto ciò si rivela parte del piano dell'Osservatore, che ha previsto il tradimento di Killmonger, e insieme a Strange lo intrappola con Zola in una dimensione tascabile affinché combattano lì in eterno, affidando allo stregone il compito di sorvegliarla. Dopodiché, i Guardiani del Multiverso vengono rimandati nei loro rispettivi universi: T'Challa, nel suo, salva Peter Quill da Ego, Thor si riunisce con Jane Foster e Gamora con Stark. Natasha si rifiuta di tornare nel suo universo in quanto non ha più nessuno, accusando l'Osservatore di non curarsi di loro, ma l'alieno afferma di essere molto legato alle storie che osserva costantemente e ai suoi personaggi; poi manda Natasha nell'universo alternativo in cui Hank Pym ha ucciso gran parte degli Avengers originali (lei inclusa), dove Nick Fury sta guidando Captain Marvel e Captain America in un combattimento contro i guerrieri asgardiani guidati da Loki.
In una scena dopo i titoli di coda, Captain Carter torna nel suo universo nel mezzo di uno scontro con Georges Batroc e si ricongiunge con la Natasha di quel mondo, la quale le rivela che sulla nave dirottata si trova l'Hydra Stomper con qualcuno al suo interno.